# MoveMeant
Singles
MoveMeant est le premier album studio par le chanteur Suédo-Congolais de R&B Mohombi. Il est sorti le 28 février 2011 par la coentreprise de RedOne avec Universal Music Group, 2101 Records. Sorti le 24 août 2010, c'est le premier single de Mohombi tiré de cet album et intitulé Bumpy Ride qui a fait connaître le chanteur dans le monde entier. Mohombi a décrit le son de l'album comme de la pop avec des influences Africaines. Début 2012, Mohombi dévoile 3 nouvelles chansons dont un sample de la chanson Zombie du groupe Cranberries appelé In Your Head qui figurent uniquement sur la version anglaise de cet album.

## Listes des pistes
| No  | Titre                                       | Auteur                                                                             | Durée |
| --- | ------------------------------------------- | ---------------------------------------------------------------------------------- | ----- |
| 1.  | Bumpy Ride                                  | Nadir Khayat, Bilal "The Chef" Hajji, Achraf "AJ Junior" Jannusi, Ilya Salmanzadeh | 3:46  |
| 2.  | Dirty Situation (featuring Akon)            | Khayat, Hajji, Jannusi, Salmanzadeh                                                | 3:40  |
| 3.  | Coconut Tree (featuring Nicole Scherzinger) | Khayat, BeatGeek, Hajji, Jannusi, Salmanzadeh                                      | 3:38  |
| 4.  | Love in America                             | Khayat, Hajji, Jannusi, Giorgio Tuinfort, Kinda "Kee" Hamid, Mohombi               | 4:42  |
| 5.  | Miss Me (featuring Nelly)                   | Khayat, Cornell Haynes, Salmanzadeh, Mohombi                                       | 3:21  |
| 6.  | Sex Your Body                               | Khayat, Polow da Don, Jannusi, Hajji, Martin Kierszenbaum, Mohombi                 | 3:58  |
| 7.  | Say Jambo                                   | Jimmy Joker, Jannusi, Hajji, Mohombi                                               | 3:14  |
| 8.  | Lovin'                                      | Khayat, Jimmy Joker, Mohombi                                                       | 3:20  |
| 9.  | Do Me Right                                 | Khayat, Jannusi, Mohombi                                                           | 3:10  |
| 10. | Match Made in Heaven                        | Khayat, Tuinfort, Hamid, Mohombi                                                   | 4:19  |
| 11. | Bumpy Ride (featuring Pitbull)              | Khayat, Hajji, Jannusi, Salmanzadeh                                                | 3:45  |

| 12. | Bumpy Ride (French Version)      | Khayat, Hajji, Jannusi, Salmanzadeh | 3:45 |
| 13. | Dirty Situation (French Version) | Khayat, Hajji, Jannusi, Salmanzadeh | 3:40 |

## Édition Royaume-Uni uniquement
| No  | Titre                                           | Durée |
| --- | ----------------------------------------------- | ----- |
| 1.  | In Your Head                                    | 3:12  |
| 2.  | Bumpy Ride (avec Pitbull)                       | 3:46  |
| 3.  | Dirty Situation (avec Akon)                     | 3:40  |
| 4.  | Coconut Tree (avec Nicole Scherzinger)          | 3:38  |
| 5.  | Love in America                                 | 4:42  |
| 6.  | Miss Me (avec Nelly)                            | 3:21  |
| 7.  | Sex Your Body                                   | 3:58  |
| 8.  | Say Jambo                                       | 3:14  |
| 9.  | Lovin'                                          | 3:20  |
| 10. | Do Me Right                                     | 3:10  |
| 11. | Match Made in Heaven                            | 4:19  |
| 12. | The World Is Dancing                            | 4:03  |
| 13. | The Power of the Cocktail (avec Machel Montano) | 3:27  |

## Classements
| Classements (2011)             | Meilleure position |
| ------------------------------ | ------------------ |
| Belgian Album Chart (Flandres) | 83                 |
| French Album Chart             | 79                 |

## Historique des sorties
| Pays      | Date            | Label           |
| --------- | --------------- | --------------- |
| France    | 28 février 2011 | Universal Music |
| Allemagne | 2 mars 2011     | Universal Music |
| Danemark  | 28 mars 2011    | Universal Music |
| Pays-Bas  | 1er avril 2011  | Universal Music |